# Epidermophyton floccosum
Epidermophyton floccosum és una espècie de fong ascomicot de l'ordre dels onigenals (Onygenales). És un fong dermatòfit antropofílic (que prefereix els humans a altres hostes) de distribució cosmopolita responsable del peu d'atleta, tinya i onicomicosi en humans.

## Taxonomia
Aquesta espècie va ser descrita per la primera vegada el 1870 per Carl Otto Harz, la qual va anomenar Acrothecium floccosum. Posteriorment en 1907, va ser canviada de nom per Blastotrichum floccosum per Rabenhort en el seu llibre Krytpogamen Flora. Finalment el 1923, Ota i Langeron li donà l'actual nom científic Epidermophyton floccosum.

## Descripció
El fong té una velocitat de creixement mitjana, ateny la maduresa al cap de 10 dies. Les colònies són normalment granuloses, de textura similar al davant i de color verdós, groguenc o groc marronós. El centre de cada colònia s'eleva lleugerament sobre la resta. Al cap de diverses setmanes, les colònies es cobreixen de micelis blanquinosos estèrils.
Epidermophyton floccosum produeix un lípid poc habitual de funció desconeguda, la 1(3),2-diacilglicerol-3(1)-O-4′-(N,N,N-trimetil)homoserina, que altres dermatòfits com Microsporum cookei i Trichophyton rubrum no produeixen. E. floccosum, a més, no sol presentar microconídies.

## Patologia
Els hostes del fong són tant humans com animals, salvatges o domèstics, en els quals causa les infeccions de la pell conegudes com tinya circinada, tinya crural, peu d'atleta i onicomicosi. Es contagia per contacte, en el cas d'humans, especialment en dutxes i banys públics. La infecció s'atura mitjançant rentada amb aigua i sabó, i l'aplicació d'un fungicida apropiat. Així mateix, es pot encomanar entre humans i esquirols.
El fong pot arribar a infectar tan sols la capa còrnia inerta, de l'epidermis.No obstant això, una infecció invasiva ha estat documentada en un pacient immunodeprimit que patia de la síndrome de Behçet.
Un estudi realitzat a Corea entre els anys 1976 a 1997 sobre 900 pacients afectats de E. floccosum va revelar que les coinfeccions en la mateixa persona per E. floccosum i un altre dermatòfit són prou infreqüents.